# Boris the Spider
Pistes de A Quick One
Run, Run, Run I Need You
Boris the Spider (Boris l'araignée) est une chanson du groupe rock The Who, écrite et composée par John Entwistle, bassiste du groupe.
Enregistrée en octobre 1966, elle figure sur l'album A Quick One (Happy Jack aux États-Unis), sorti en 1966. Bien que très populaire et continuellement jouée sur scène jusqu'à la mort de John Entwistle, elle ne sera jamais éditée en single en Grande-Bretagne et aux États-Unis. Elle apparaîtra néanmoins en face B du single Whiskey Man édité pour le Japon. 

## Genèse et enregistrement
Cette chanson est souvent considérée comme la première écrite par John Entwistle pour les Who. Néanmoins, il semblerait, d'après des notes du bassiste, qu'elle ne fut que la deuxième, la première étant Whiskey Man, qui sera aussi enregistrée sur A Quick One. Cependant, c'est la première qui a été enregistrée par le groupe, en octobre 1966 aux Pye Studios à Londres. La maison d'édition avait proposé de donner 500 £ à chacun des membres du groupe qui écrirait un titre pour l'album. John en écrira deux : Boris the Spider et Whisky Man.
Pour la seconde piste de A Quick One, John informe Pete Townshend qu'il a une chanson sur une araignée nommée Boris. Cette association entre le prénom « Boris » et une araignée venait d'un jeu qu'il avait inventé la veille alors qu'il buvait avec Bill Wyman, et qui consistait à donner des prénoms amusants à des animaux. John Entwistle racontait aussi qu'enfant il avait peur des araignées et qu'il avait eu l'idée d'écrire la chanson lorsqu'il en vit une rampant au plafond.
Boris the Spider fut l'une des rares chansons de l'album A Quick One à avoir été jouée sur scène pendant toute la carrière des Who (du moins jusqu'à la mort de John Entwistle). Après l'avoir enregistrée, le bassiste des Who se mit à porter un médaillon en forme d'araignée pendant les concerts.

## Analyse musicale
Le son de l'enregistrement paraît très lourd et sombre. On peut percevoir de la distorsion sur le son de basse, ce qui était fort peu commun à l'époque. La chanson s'ouvre sur une descente harmonique, partant du Ré pour aboutir sur le Sol. Cela crée une ambiance particulière ; on pourrait dire qu'elle symbolise l'arachnide rampant.
Les effets vocaux sont assez étranges, participant à l'ambiance du titre. Il y a une alternance de plusieurs hauteurs vocales allant du basso profundo (très proche du grunt qui sera plus tard utilisé dans le death metal) au falsetto. Entwistle chante d'une voix naturelle les couplets, tandis qu'il utilise sa voix la plus grave et rugueuse pour créer un effet mi-terrifiant, mi-humoristique sur les refrains. On peut y voir une lointaine origine du grunt, utilisé dans le death metal. Le bassiste emploiera à nouveau cet effet dans Success Story ou Summertime Blues. Il utilise aussi une voix falsetto sur certains ponts : les passages où il chante "creepy, crawly".

## Analyse des paroles
Les paroles sont à la fois sombres et amusantes. Le bassiste du groupe fait preuve de ses talents pour l'humour noir. Elles pourraient décrire l'arrivée d'une araignée nommée Boris à la vue d'un narrateur. Ce dernier exprime son dégoût devant le répugnant animal, avant de l'écraser en jetant un livre sur lui.